# Kinizsi Ottó
Kinizsi Ottó (Tatabánya, 1982. szeptember 15.) magyar színész, rendező, dramaturg, műsorvezető, a Magyar Versmondók Egyesületének kreatív alelnöke.

## Élete
Tarjánban nevelkedett. 12 éves korában (1994) a Tatabányai Jászai Mari Színházban gyermekszereplőjeként kezdte pályafutását (1999-ig). 
1995-től a Kölyökidő, 1997-től a Nekem 8, 1998-tól a Repeta című tévé műsorok szereplője és műsorvezetője volt. 2000-től a Barátok közt című napi tévésorozat állandó szereplője, Imre megformálójaként szerzett szélesebb körben ismertséget. A Vörösmarty Mihály Gimnázium drámatagozatán érettségizett 2001-ben. 
Egyetemi tanulmányait az ELTE Bölcsészettudományi Kar magyar szakán végezte. 2002-2004 között a Bárka Színház színésze volt.
Felesége, Deutsch Anita színésznő, akit 2004 nyarán vett el. A Barátok közt forgatási munkálatai során ismerkedtek össze. Két kislányuk született, Emma (2005) és Hanni (2010).

## Díjai
- 1996 – Ki mit tud?
- 2001 – ODF – Veszprém – Legjobb férfi mellékszereplő
- 2004 MASZK – Színész II. minősítés

## Szerepei

### Színészként
- Légy jó mindhalálig!
- A kis herceg
- Tom Sawyer
- Görög est
- A bál
- Pál utcai fiúk
- Kaleidoszkóp Versfesztivál
- Képzelt riport egy amerikai pop-fesztiválról

### Rendezőként
- Szerelmes levelek
- Barátok közt

### Filmek színészként
- A jégpályák lovagja
- Barátok közt (2000–2010, 2012, 2013)
- Zookids – Mentsük meg az Állatkertet!
- A szégyen – Töredékek a huszadik századból (tévéfilm) (2010)
- Hazatalálsz